# Letizia Ortiz
Letizia Ortiz (Oviedo, 15 settembre 1972) è la regina consorte di Spagna dal 2014, in quanto moglie di Filippo VI.
Fino al 2003, anno del suo fidanzamento ufficiale con Filippo, ha collaborato come giornalista con network internazionali quali Bloomberg e CNN, prima di entrare nell'emittente pubblica spagnola TVE.

## Biografia

### Giovinezza e studi
È nata nel 1972 nel Sanatorio Miñor a Oviedo in una famiglia progressista e repubblicana. È la primogenita del giornalista Jesús José Ortiz Álvarez (1949) e dell'infermiera María Paloma Rocasolano Rodríguez (1952), direttrice della Fondazione per lo Sviluppo dell'Infermieristica (FUDEN).
I suoi nonni paterni furono José Luis Ortiz Velasco (1923-2005), rappresentante dall'azienda Olivetti, e Menchu Álvarez del Valle, giornalista radiofonica; quelli materni Francisco Julio Rocasolano Camacho (1918-2015), meccanico e tassista, ed Enriqueta Rodríguez Figueredo (1919-2008).

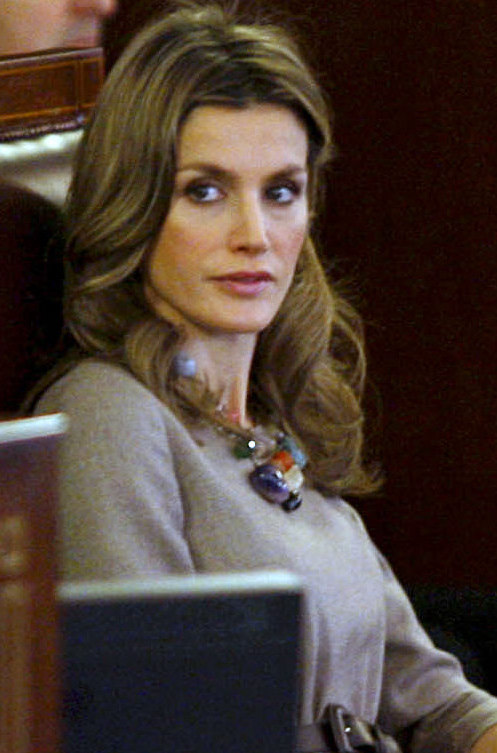
Letizia nel 2011

Ricevette il battesimo il 29 settembre nella chiesa di San Francesco d'Assisi, avendo come padrino lo zio materno Francisco e come madrina la zia paterna Cristina. È sorella maggiore di Telma (1973) e di Érika (1975-2007), suicidatasi per overdose. I suoi genitori divorziarono nel 1998 e suo padre si risposò con la collega Ana Togores Guisasola (1964) nel 2004.
Iniziò la scuola al collegio pubblico La Gesta e in seguito frequentò l'Istituto Alfonso II, studiando nel frattempo anche danza classica. Nel 1987 si trasferì con la famiglia a Madrid per via del lavoro di suo padre, completando gli studi all'Istituto Ramiro de Maetzu. Si laureò all'Università Complutense di Madrid in Scienze dell'Informazione nell'indirizzo Giornalismo e ottenne un master all'Istituto di Studi di Giornalismo Audiovisivo.
Nel 1995 ottenne una borsa di studio dall'Agenzia Spagnola di Cooperazione Internazionale per lo Sviluppo (AECID), scegliendo di studiare all'Università di Guadalajara nel settore della comunicazione.

### Carriera giornalistica
Tra il 1992 e il 1993 lavorò al quotidiano La Nueva España di Oviedo, occupandosi di economia e intrattenimento. In seguito fu impiegata all'ABC e all'Agencia EFE. Durante gli studi di dottorato in Messico, che non portò a termine, lavorò per il quotidiano Siglo XXI. Nel 1997 iniziò a lavorare in televisione presso la sede madrilena di Bloomberg Television, fino al 1999. Venne poi assunta dall'emittente CNN+ e dal Gruppo PRISA.

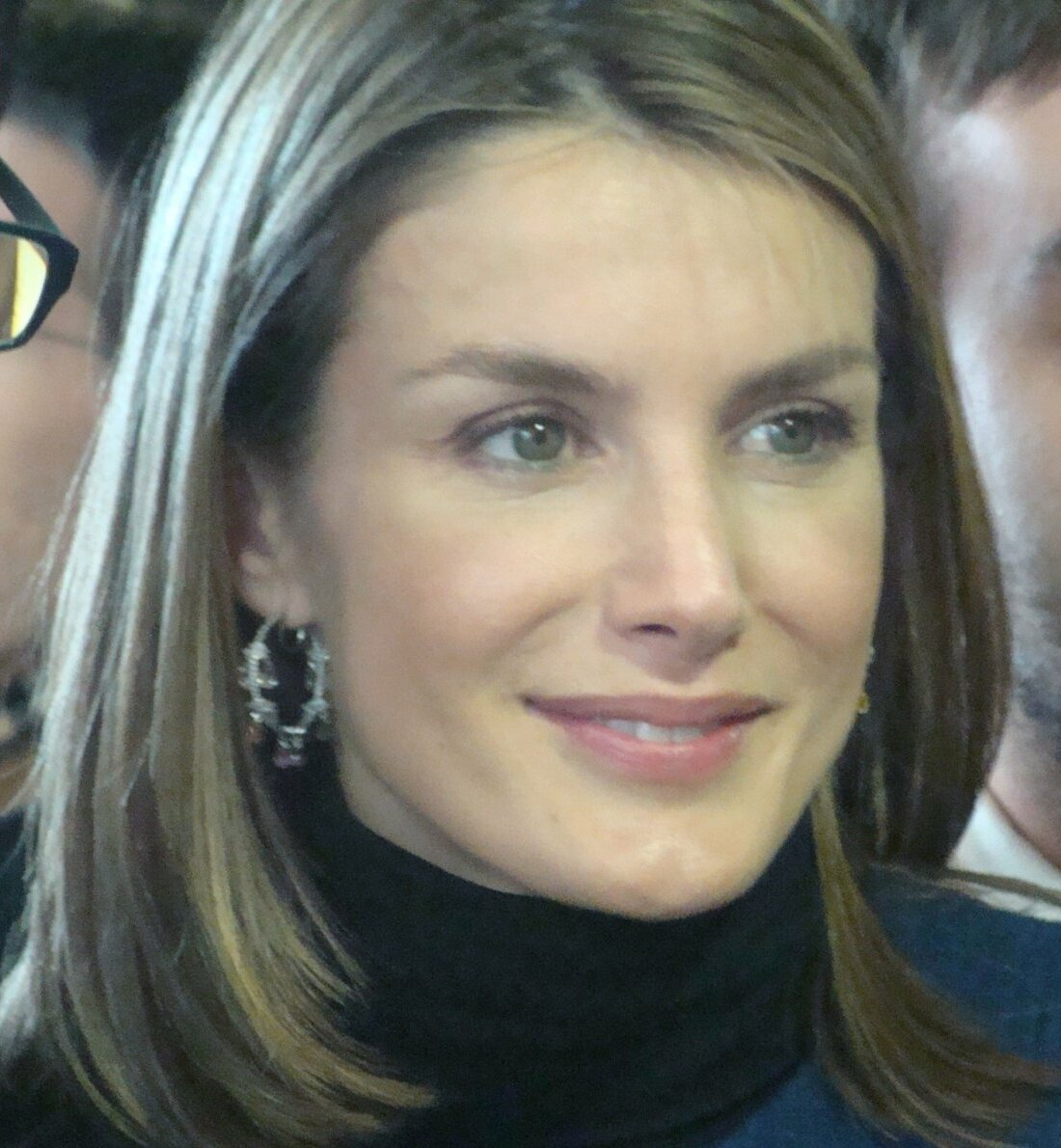
Letizia Ortiz nel 2008

Nel 2000 entrò nella TVE, lavorando al telegiornale Telediario Segunda Edición e come presentatrice di Informe Semanal. L'anno successivo ricevette il Premio Mariano José de Larra dall'Associazione della Stampa di Madrid (APM) come miglior giornalista sotto i 30 anni. Condusse anche Telediario Matinal, le edizioni speciali sull'euro e fu redattrice in ambito sociale, educativo e scientifico per poi tornare come co-conduttrice a Telediario Segunda Edición.
Per la TVE lavorò anche come corrispondente estera e dopo gli attentati dell'11 settembre 2001 si trasferì a Washington per alcuni mesi, esponendo le successive notizie inerenti all'accaduto. Seguì anche l'affondamento della Prestige nel 2002 e l'invasione dell'Iraq del 2003.

### Matrimoni

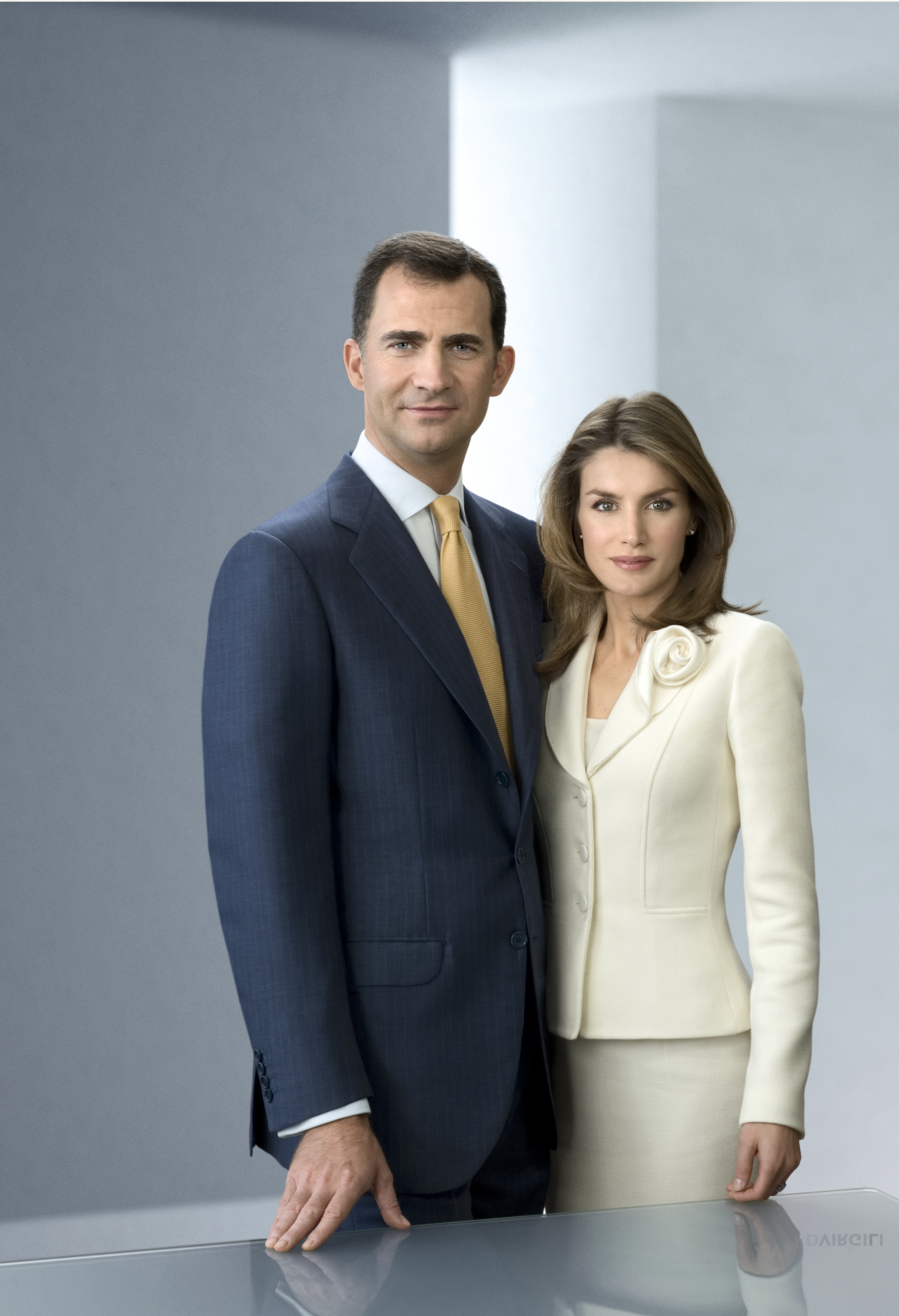
I principi Filippo e Letizia nel 2010

Il 7 agosto 1998 sposò con rito civile nel municipio di Almendralejo il suo ex docente di lingua e letteratura, lo scrittore Alonso Guerrero Pérez (1962), che iniziò a frequentare all'età di 17 anni. Divorziarono nel 1999.
Il 1⁰ novembre 2003 fu annunciato ufficialmente il suo fidanzamento con Filippo delle Asturie, all'epoca erede al trono di Spagna. Le nozze si tennero il 22 maggio 2004 nella Cattedrale dell'Almudena. Fu il primo matrimonio celebrato nell'edificio dall'unione di Alfonso XIII con Vittoria Eugenia di Battenberg.

### Principessa delle Asturie
Assunto il titolo di principessa delle Asturie, dal 2007 iniziò a essere attiva secondo una propria agenda di impegni pubblici. Lavorò specialmente nella formazione dei giovani compresi nella fascia 6-16 anni e nella promozione di abitudini sane da acquisire sin dall'infanzia.

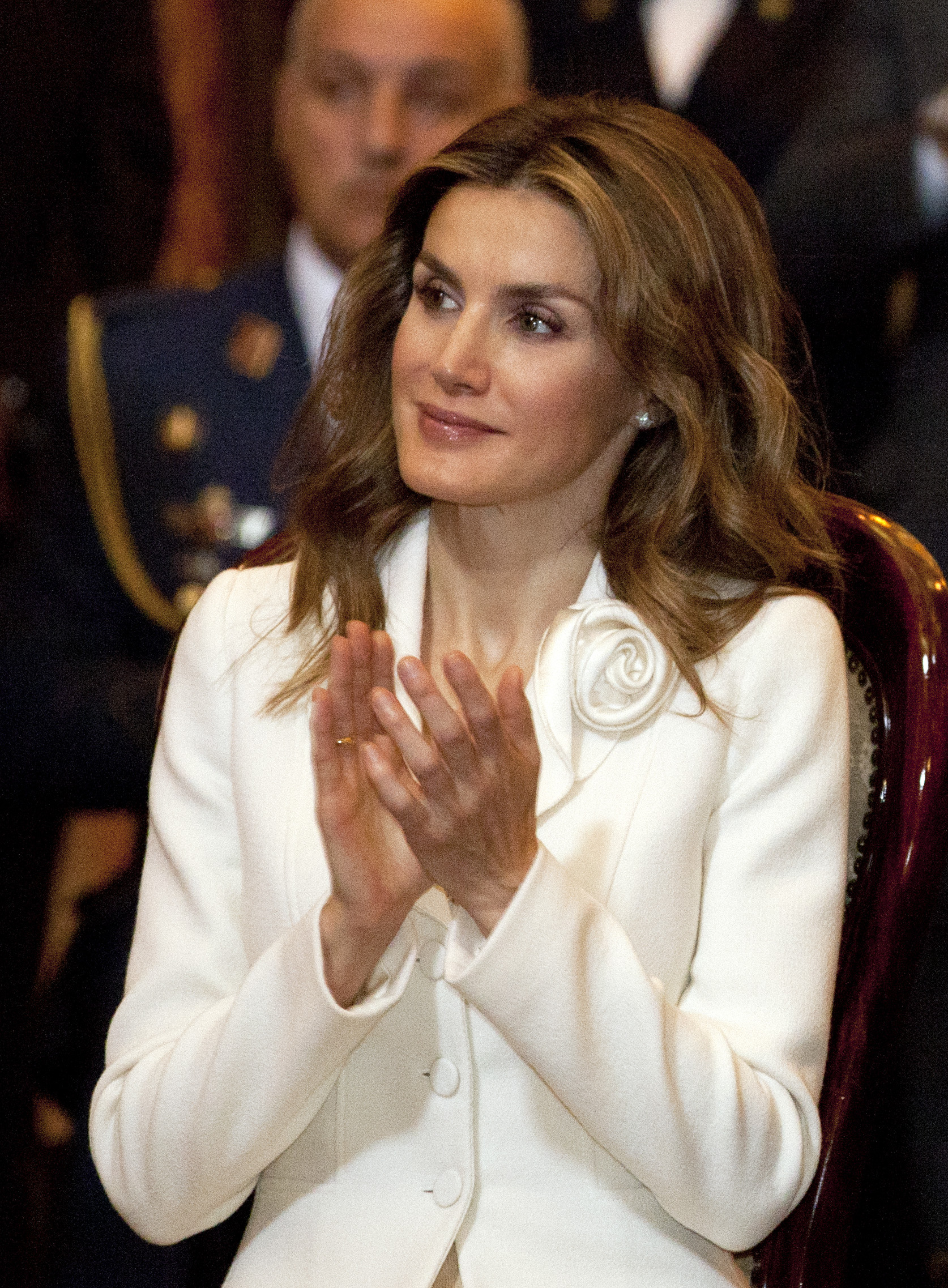
Letizia in visita in Ecuador, nel 2012

Nel campo della sanità si impegnò nella lotta alle patologie rare e al cancro. Nel 2010, su invito di Eva Bohnet, moglie del presidente tedesco Horst Köhler, si recò a una cerimonia di premiazione per la ricerca svolgendo la sua prima attività all'estero.
Nel settembre dello stesso anno assunse la carica di presidentessa onoraria dell'Associazione Spagnola Contro il Cancro (AECC) e della sua Fondazione Scientifica, partecipando da allora alle riunioni e ai progetti dell'organizzazione.

### Regina di Spagna

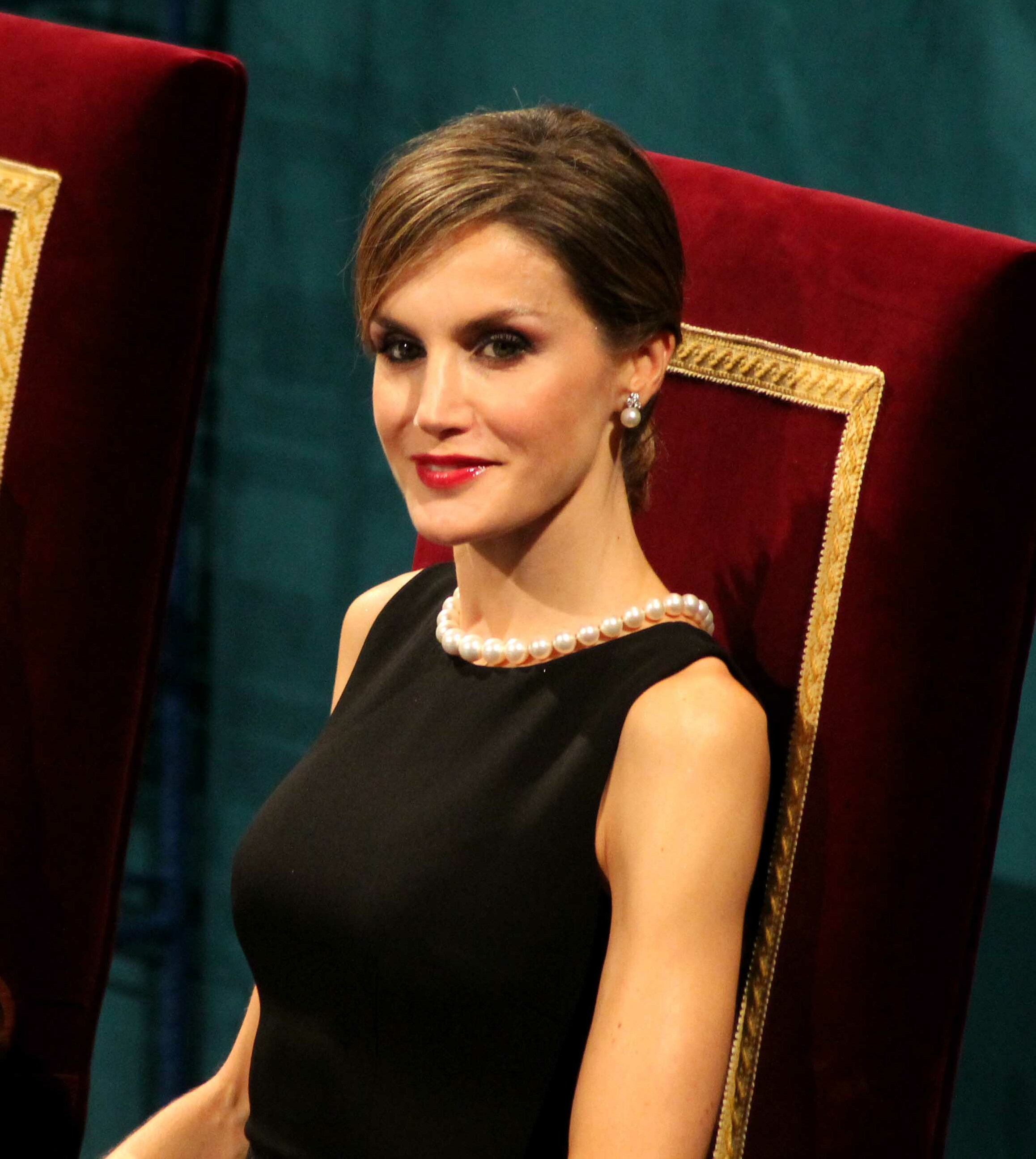
La regina Letizia nell'ottobre 2015 ai Premi Principessa delle Asturie

Il 19 giugno 2014 divenne regina di Spagna dopo l'abdicazione del suocero Juan Carlos I. Nello stesso mese compì il suo primo viaggio al fianco del marito, dirigendosi in Vaticano ed esercitando il privilegio del bianco in quanto consorte cattolica di un sovrano cattolico. Il 27 ottobre compì in solitaria il suo primo viaggio, recandosi a Vienna per l'apertura di una mostra di Diego Velázquez al Museo della storia dell'arte.
Dal 25 al 29 maggio 2015 fece un viaggio in America centrale, recandosi nell'Honduras e ad El Salvador. Succedette infatti alla regina Sofia nella promozione della cooperazione spagnola con l'estero, visitando i progetti dell'Agenzia Spagnola di Cooperazione Internazionale per lo Sviluppo (AECID). Il 12 giugno è stata nominata Ambasciatrice Speciale della FAO per la Nutrizione da José Graziano da Silva. Nello stesso anno acquisì dalla suocera la presidenza onoraria della Fondazione per l'Aiuto contro la Tossicodipendenza (FAD).
Dall'11 al 14 dicembre 2017 visitò il Senegal con il segretario di Stato Fernando García Casas e la diplomatica Cristina Díaz Fernández-Gil. Il 12 dicembre, nella sede della Croce Rossa del Senegal, venne presentato un progetto per la tutela dei diritti delle donne a Dakar e Thiès supportato dalla Croce Rossa Spagnola. Il giorno dopo, a Ziguinchor, presenziò al lancio di un'iniziativa formativa contro la circoncisione femminile nella Casamance. Il 20 maggio 2018 si recò nella Repubblica Dominicana e il 22 maggio ad Haiti, per essere ricevuta il giorno seguente dal presidente Jovenel Moïse.

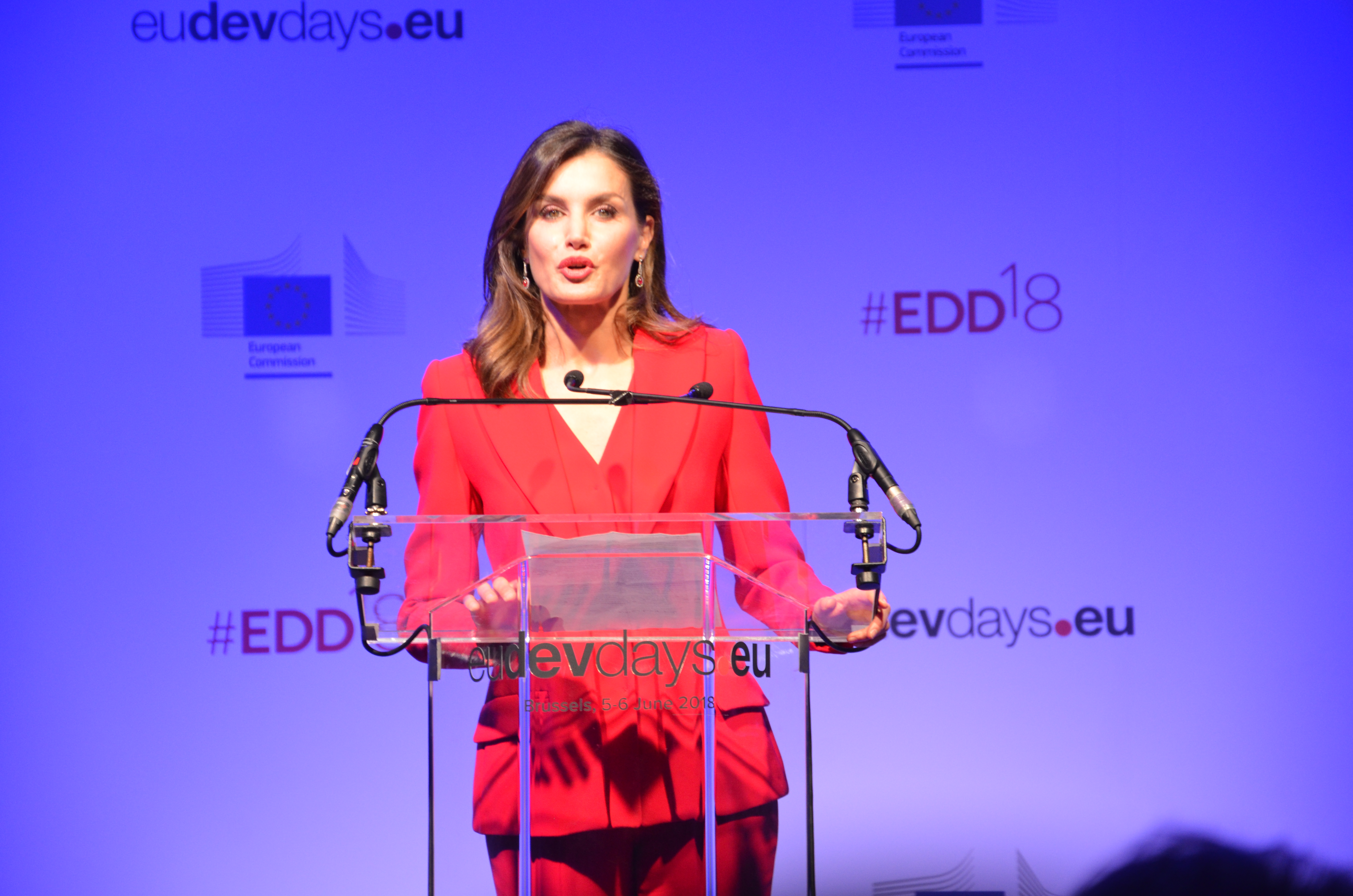
La regina Letizia all'apertura degli European Development Days 2018

Dal 28 al 30 aprile 2019 fu in viaggio in Mozambico, anche per prestare soccorso alle vittime del ciclone Idai. Il 14 e il 15 dicembre 2020 compì un secondo viaggio cooperativo nell'Honduras, atterrando a La Ceiba con un aereo carico di materiale d'emergenza per far fronte ai danni causati dagli uragani Eta e Iota. Dal 2 al 4 novembre 2021 effettuò con la segretaria di Stato Pilar Cancela Rodríguez una visita in Paraguay, concentrandosi sulla cultura, le donne e la sanità. Il 12 dicembre tornò in Senegal, a Dakar, per inaugurare il primo Instituto Cervantes dell'Africa subsahariana.
Dal 31 maggio al 2 giugno 2022 compì il suo settimo viaggio di cooperazione internazionale recandosi in Mauritania, con interesse agli ambiti della salute, della sicurezza alimentare e della parità tra i sessi. Tra le iniziative da lei visitate vi furono il "Progetto Integrale di Attenzione alle Vittime di Violenza di Genere" e il "Progetto di Innovazione Agricola Regina Letizia", quest'ultimo nei pressi di Nouakchott.

## Discendenza

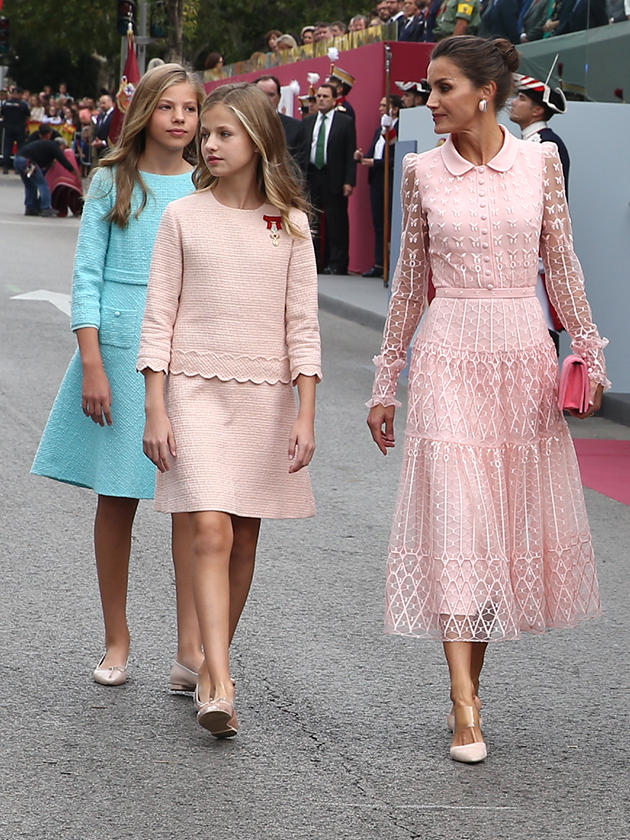
Letizia con le figlie alla sfilata della festa nazionale spagnola del 2019

Letizia Ortiz e Filippo VI di Spagna hanno due figlie:
- Leonor, principessa delle Asturie (nata il 31 ottobre 2005), attuale erede al trono;
- Sofia, infanta di Spagna (nata il 29 aprile 2007), seconda in linea di successione.

## Titoli e trattamento
- 22 maggio 2004 - 19 giugno 2014: Sua Altezza Reale, la principessa delle Asturie
- 19 giugno 2014 - attuale Sua Maestà, la regina di Spagna

### Altri titoli
Titoli storici della Corona di Spagna:
- Maestà cattolica
- Regina di Castiglia
- Regina di León
- Regina di Aragona
- Regina di Sicilia
- Regina di Napoli
- Regina di Gerusalemme
- Regina di Navarra
- Regina di Granada
- Regina di Toledo
- Regina di Valencia
- Regina di Galizia
- Regina di Maiorca
- Regina di Minorca
- Regina di Siviglia
- Regina di Cordova
- Regina di Corsica
- Regina di Sardegna
- Regina di Murcia
- Regina di Jaén
- Regina di Algeciras
- Regina di Algarve
- Regina delle Isole Canarie
- Regina di Ungheria
- Regina di Boemia
- Regina di Dalmazia
- Regina di Croazia
- Regina delle Indie orientali, Occidentali, delle Isole e della Terraferma del Mare Oceano
- Principessa di Svevia
- Margravia del Sacro Romano Impero
- Arciduchessa d’Austria
- Duchessa di Borgogna
- Duchessa di Brabante
- Duchessa di Milano
- Duchessa di Atene e Neopatria
- Duchessa di Limburgo
- Duchessa di Lussemburgo
- Duchessa di Lotaringia
- Duchessa di Gheldria
- Duchessa di Stiria
- Duchessa di Carniola
- Duchessa di Carinzia
- Duchessa del Württemberg
- Langravia d'Alsazia
- Marchesa di Oristano
- Contessa palatina di Borgogna
- Contessa di Asburgo
- Contessa di Fiandra
- Contessa del Tirolo
- Contessa di Rossiglione
- Contessa di Barcellona
- Contessa di Artois
- Contessa di Hainaut
- Contessa di Namur
- Contessa di Gorizia
- Contessa del Gocèano
- Contessa di Ferrete
- Contessa di Kyburg
- Signora di Biscaglia
- Signora di Molina
- Signora di Frisia
- Signora di Salins-les-Bains
- Signora della Marca slovena
- Signora di Pordenone
- Signora di Tripoli
- Gran Principessa di Toscana

## Onorificenze

Stemma da principessa delle Asturie

Monogramma di Filippo VI e Letizia

Monogramma da regina di Spagna

Stemma da regina di Spagna

Stendardo da regina di Spagna

## Ascendenza
|                                    |                           |                              | Genitori                    |  |  | Nonni |  |  | Bisnonni        |  |  | Trisnonni     |  |
|                                    |                           |                              |                             |  |  |       |  |  | José Ortiz Pool |  |  | Rosendo Ortiz |  |
|                                    |                           |                              |                             |  |  |       |  |  | José Ortiz Pool |  |  | Rosendo Ortiz |  |
|                                    |                           | Catalina Pool                |                             |  |  |       |  |  | José Ortiz Pool |  |  |               |  |
| José Luis Ortiz Velasco            |                           |                              |                             |  |  |       |  |  | José Ortiz Pool |  |  |               |  |
|                                    |                           | Carmen Velasco Gutiérrez     |                             |  |  |       |  |  |                 |  |  |               |  |
|                                    |                           |                              |                             |  |  |       |  |  |                 |  |  |               |  |
|                                    |                           |                              |                             |  |  |       |  |  |                 |  |  |               |  |
| Jesús José Ortiz Álvarez           |                           |                              |                             |  |  |       |  |  |                 |  |  |               |  |
|                                    |                           | Eulalio Álvarez de la Fuente | Eustasio Álvarez Domínguez  |  |  |       |  |  |                 |  |  |               |  |
|                                    |                           | Eulalio Álvarez de la Fuente | Eustasio Álvarez Domínguez  |  |  |       |  |  |                 |  |  |               |  |
|                                    |                           | Eulalio Álvarez de la Fuente | Plácida de la Fuente Aranda |  |  |       |  |  |                 |  |  |               |  |
| María del Carmen Álvarez del Valle |                           | Eulalio Álvarez de la Fuente |                             |  |  |       |  |  |                 |  |  |               |  |
|                                    |                           | Plácida del Valle Arribas    | Eustasio del Valle Martín   |  |  |       |  |  |                 |  |  |               |  |
|                                    |                           | Plácida del Valle Arribas    | Eustasio del Valle Martín   |  |  |       |  |  |                 |  |  |               |  |
|                                    |                           | Plácida del Valle Arribas    | Justa Arribas Aragón        |  |  |       |  |  |                 |  |  |               |  |
| Letizia Ortiz Rocasolano           |                           | Plácida del Valle Arribas    |                             |  |  |       |  |  |                 |  |  |               |  |
|                                    | Miguel Rocasolano Cebrián | Miguel Rocasolano Pérez      |                             |  |  |       |  |  |                 |  |  |               |  |
|                                    | Miguel Rocasolano Cebrián | Miguel Rocasolano Pérez      |                             |  |  |       |  |  |                 |  |  |               |  |
|                                    | Miguel Rocasolano Cebrián | Francisca Cebrián            |                             |  |  |       |  |  |                 |  |  |               |  |
| Francisco Rocasolano Camacho       | Miguel Rocasolano Cebrián |                              |                             |  |  |       |  |  |                 |  |  |               |  |
|                                    |                           | María Camacho Rodríguez      |                             |  |  |       |  |  |                 |  |  |               |  |
|                                    |                           |                              |                             |  |  |       |  |  |                 |  |  |               |  |
|                                    |                           |                              |                             |  |  |       |  |  |                 |  |  |               |  |
| María Paloma Rocasolano Rodríguez  |                           |                              |                             |  |  |       |  |  |                 |  |  |               |  |
|                                    |                           | Enrique Rodríguez Rodríguez  |                             |  |  |       |  |  |                 |  |  |               |  |
|                                    |                           |                              |                             |  |  |       |  |  |                 |  |  |               |  |
|                                    |                           |                              |                             |  |  |       |  |  |                 |  |  |               |  |
| Enriqueta Rodríguez Figueredo      |                           |                              |                             |  |  |       |  |  |                 |  |  |               |  |
|                                    |                           | Mercedes Figueredo Duarte    |                             |  |  |       |  |  |                 |  |  |               |  |
|                                    |                           |                              |                             |  |  |       |  |  |                 |  |  |               |  |
|                                    |                           |                              |                             |  |  |       |  |  |                 |  |  |               |  |
|                                    |                           |                              |                             |  |  |       |  |  |                 |  |  |               |  |